# Zhang Zilin
Zhang Zilin (în chineză: 张梓琳; pinyin: Zhāng Zǐlín; n. 22 martie 1984, Huancui District⁠(d), Shandong, Republica Populară Chineză) este un fotomodel chinez, care în decembrie 2007 a fost aleasă Miss World.

## Biografie
Zhang s-a născut în 1984 în Shijiazhuang, Hebei (China). Se mută la Peking unde urmează cursurile la Universitatea de Știință și Tehnică. Pe lângă studiu lucrează ca model. În octombrie 2010 a ajuns în finala concursului de frumusețe Miss World din Sanya (Hainan), unde a concurat cu modele, foste câștigătoare a premiului ca Denise Perrier (Miss World 1953), Ann Sidney (Miss World 1964), Mary Stävin (Miss World 1977), Agbani Darego (Miss World 2001), María Julia Mantilla (Miss World 2004) și Xenia Suchinowa (Miss World 2008). Concursul a fost câștigat de americana de 18 ani Alexandria Mills.